# Canadian Open 2023
Il Canadian Open 2023, anche noto come National Bank Open presented by Rogers per motivi di sponsorizzazione, è stato un torneo di tennis giocato sul cemento. È stata la 132ª edizione del torneo maschile facente parte della categoria ATP Tour Masters 1000 nell'ambito dell'ATP Tour 2023, e la 121ª di quello femminile relativa alla categoria WTA Tour 1000 nell'ambito del WTA Tour 2023. Il torneo maschile si è giocato al Sobeys Stadium di Toronto, mentre quello femminile all'IGA Stadium di Montréal, entrambi dal 7 al 13 agosto 2023.

## Partecipanti ATP

### Teste di serie
| Nazionalità | Giocatore             | Ranking* | Testa di serie |
| ----------- | --------------------- | -------- | -------------- |
| Spagna      | Carlos Alcaraz        | 1        | 1              |
|             | Daniil Medvedev       | 3        | 2              |
| Norvegia    | Casper Ruud           | 5        | 3              |
| Grecia      | Stefanos Tsitsipas    | 4        | 4              |
| Danimarca   | Holger Rune           | 6        | 5              |
|             | Andrej Rublëv         | 7        | 6              |
| Italia      | Jannik Sinner         | 8        | 7              |
| Stati Uniti | Taylor Fritz          | 9        | 8              |
| Stati Uniti | Frances Tiafoe        | 10       | 9              |
| Canada      | Félix Auger-Aliassime | 12       | 10             |
| Regno Unito | Cameron Norrie        | 13       | 11             |
| Stati Uniti | Tommy Paul            | 14       | 12             |
| Germania    | Alexander Zverev      | 16       | 13             |
| Croazia     | Borna Ćorić           | 15       | 14             |
| Polonia     | Hubert Hurkacz        | 17       | 15             |
| Italia      | Lorenzo Musetti       | 19       | 16             |

* Ranking al 31 luglio 2023.

### Altri partecipanti
I seguenti giocatori hanno ricevuto una wildcard per il tabellone principale:
- Gabriel Diallo
- Alexis Galarneau
- Vasek Pospisil
- Milos Raonic

Il seguente giocatore è entrato nel tabellone con il ranking protetto:
- Gaël Monfils

I seguenti giocatori sono passati dalle qualificazioni:

- Diego Schwartzman
- Matteo Arnaldi
- Marcos Giron
- Cristian Garín
- Max Purcell
- Tarō Daniel
- Thanasi Kokkinakis

Il seguente giocatore è entrato in tabellone come lucky loser:
- Aleksandar Vukic

### Ritiri
Prima del torneo
- Roberto Bautista Agut → sostituito da  Grégoire Barrère
- Pablo Carreño Busta → sostituito da  Jeffrey John Wolf
- Marin Čilić → sostituito da  Zhang Zhizhen
- Grigor Dimitrov → sostituito da  Aleksandar Vukic
- Novak Đoković → sostituito da  Christopher Eubanks
- Karen Chačanov → sostituito da  Aslan Karacev
- Nick Kyrgios → sostituito da  Emil Ruusuvuori
- Denis Shapovalov → sostituito da  Mackenzie McDonald
- Jan-Lennard Struff → sostituito da  Bernabé Zapata Miralles

## Partecipanti ATP doppio

### Teste di serie
| Nazione     | Giocatore         | Nazione     | Giocatore              | Ranking* | Testa di serie |
| ----------- | ----------------- | ----------- | ---------------------- | -------- | -------------- |
| Paesi Bassi | Wesley Koolhof    | Regno Unito | Neal Skupski           | 2        | 1              |
| Croazia     | Ivan Dodig        | Stati Uniti | Austin Krajicek        | 7        | 2              |
| Stati Uniti | Rajeev Ram        | Regno Unito | Joe Salisbury          | 11       | 3              |
| India       | Rohan Bopanna     | Australia   | Matthew Ebden          | 19       | 4              |
| Monaco      | Hugo Nys          | Polonia     | Jan Zieliński          | 20       | 5              |
| Germania    | Kevin Krawietz    | Germania    | Tim Pütz               | 24       | 6              |
| Spagna      | Marcel Granollers | Argentina   | Horacio Zeballos       | 26       | 7              |
| Messico     | Santiago González | Francia     | Édouard Roger-Vasselin | 26       | 8              |

* Ranking al 31 luglio 2023.

### Altri partecipanti
Le seguenti coppie di giocatori hanno ricevuto una wildcard per il tabellone principale:
- Gabriel Diallo /  Alexis Galarneau
- Nicolas Mahut /  Vasek Pospisil
- Benjamin Sigouin /  Kelsey Stevenson

Le seguenti coppie di giocatori sono entrate in tabellone come alternate:
- Sadio Doumbia /  Fabien Reboul
- Peter Polansky /  Adil Shamasdin

### Ritiri
Prima del torneo
- Alejandro Davidovich Fokina /  Stefanos Tsitsipas → sostituiti da  Peter Polansky /  Adil Shamasdin
- Rinky Hijikata /  Jason Kubler → sostituiti da  Tallon Griekspoor /  Jiří Lehečka
- Sebastian Korda /  Frances Tiafoe → sostituiti da  Sadio Doumbia /  Fabien Reboul

## Partecipanti WTA

### Teste di serie
| Nazionalità | Giocatore           | Ranking* | Testa di serie |
| ----------- | ------------------- | -------- | -------------- |
| Polonia     | Iga Świątek         | 1        | 1              |
|             | Aryna Sabalenka     | 2        | 2              |
| Kazakistan  | Elena Rybakina      | 4        | 3              |
| Stati Uniti | Jessica Pegula      | 3        | 4              |
| Francia     | Caroline Garcia     | 6        | 5              |
| Stati Uniti | Coco Gauff          |          | 6              |
| Rep. Ceca   | Petra Kvitová       | 9        | 7              |
| Grecia      | Maria Sakkarī       |          | 8              |
| Rep. Ceca   | Markéta Vondroušová | 10       | 9              |
|             | Dar'ja Kasatkina    | 14       | 10             |
| Brasile     | Beatriz Haddad Maia | 12       | 11             |
| Svizzera    | Belinda Bencic      | 13       | 12             |
| Stati Uniti | Madison Keys        | 15       | 13             |
| Rep. Ceca   | Karolína Muchová    |          | 14             |
|             | Ljudmila Samsonova  |          | 15             |
|             | Viktoryja Azaranka  | 19       | 16             |

* Ranking al 31 luglio 2023.

### Altre partecipanti
Le seguenti giocatrici hanno ricevuto una wildcard per il tabellone principale:
- Bianca Andreescu
- Leylah Fernandez
- Rebecca Marino
- Venus Williams
- Caroline Wozniacki

Le seguenti giocatrici sono passate dalle qualificazioni:

- Kimberly Birrell
- Katie Boulter
- Danielle Collins
- Kayla Day
- Camila Giorgi
- Alycia Parks
- Peyton Stearns
- Lesja Curenko

Le seguenti giocatrici sono entrate nel tabellone con il ranking protetto:
- Jennifer Brady
- Elina Svitolina

Le seguenti giocatrici sono entrate in tabellone come lucky loser:
- Cristina Bucșa
- Magdalena Fręch
- Julija Putinceva

### Ritiri
Prima del torneo
- Paula Badosa → sostituita da  Magdalena Fręch
- Ons Jabeur → sostituita da  Linda Nosková
- Barbora Krejčiková → sostituita da   Lucia Bronzetti
- Veronika Kudermetova → sostituita da   Lauren Davis
- Linda Nosková → sostituita da  Julija Putinceva
- Lesja Curenko → sostituita da  Cristina Bucșa

## Partecipanti WTA doppio

### Teste di serie
| Nazione       | Giocatore                | Nazione     | Giocatore        | Ranking | Testa di serie |
| ------------- | ------------------------ | ----------- | ---------------- | ------- | -------------- |
| Stati Uniti   | Coco Gauff               | Stati Uniti | Jessica Pegula   | 7       | 1              |
| Australia     | Storm Hunter             | Belgio      | Elise Mertens    | 11      | 2              |
| Rep. Ceca     | Kateřina Siniaková       | Brasile     | Luisa Stefani    | 15      | 3              |
| Stati Uniti   | Nicole Melichar-Martinez | Australia   | Ellen Perez      | 17      | 4              |
| Stati Uniti   | Desirae Krawczyk         | Paesi Bassi | Demi Schuurs     | 23      | 5              |
| Ucraina       | Ljudmyla Kičenok         | Lettonia    | Jeļena Ostapenko | 35      | 6              |
| Giappone      | Shūko Aoyama             | Giappone    | Ena Shibahara    | 40      | 7              |
| Taipei cinese | Chan Hao-ching           | Messico     | Giuliana Olmos   | 40      | 8              |

Ranking al 31 luglio 2023.

### Altre partecipanti
Le seguenti coppie hanno ricevuto una wildcard per il tabellone principale:
- Bianca Andreescu /  Rebecca Marino
- Marina Stakusic /  Carol Zhao

La seguente coppia di giocatrici è entrata nel tabellone con il ranking protetto:
- Jennifer Brady /  Madison Keys

La seguente coppia di giocatrici è subentrata nel tabellone come alternate:
- Magda Linette /  Bernarda Pera

### Ritiri
Prima del torneo
- Jennifer Brady /  Madison Keys → sostituite da  Magda Linette /  Bernarda Pera

## Punti
| Torneo              | V    | F   | SF  | QF  | 3T  | 2T | 1T   | Q    | Q2   | Q1   |
| Singolare maschile  | 1000 | 600 | 360 | 180 | 90  | 45 | 10   | 25   | 16   | 0    |
| Doppio maschile     | 1000 | 600 | 360 | 180 | 90  | 0  | N.D. | N.D. | N.D. | N.D. |
| Singolare femminile | 900  | 585 | 350 | 190 | 105 | 60 | 1    | 30   | 20   | 1    |
| Doppio femminile    | 900  | 585 | 350 | 190 | 105 | 5  | N.D. | N.D. | N.D. | N.D. |

## Montepremi
| Torneo              | V          | F        | SF       | QF       | 3T      | 2T      | 1T      | Q2      | Q1     |
| Singolare maschile  | $1,019,335 | $556,630 | $304,375 | $166,020 | $88,805 | $47,620 | $26,380 | $13,515 | $7,080 |
| Singolare femminile | $454,500   | $267,690 | $138,000 | $63,350  | $31,650 | $17,930 | $12,848 | $7,650  | $4,000 |
| Doppio maschile*    | $312,740   | $169,880 | $93,310  | $51,470  | $28,310 | $13,510 | N.D.    | N.D.    | N.D.   |
| Doppio femminile*   | $133,840   | $75,286  | $40,432  | $20,914  | $11,850 | $7,900  | N.D.    | N.D.    | N.D.   |

*per team

## Campioni

### Singolare maschile
Jannik Sinner ha sconfitto in finale  Alex de Minaur con il punteggio di 6–4, 6–1.
• È l'ottavo titolo in carriera per Sinner, il secondo in stagione nonché il primo in un Masters 1000.

### Singolare femminile
Jessica Pegula ha sconfitto in finale  Ljudmila Samsonova con il punteggio di 6–1, 6–0.
• È il terzo titolo in carriera per Pegula, il primo in stagione nonché il primo in un WTA 1000.

### Doppio maschile
Marcelo Arévalo /  Jean-Julien Rojer hanno sconfitto in finale  Rajeev Ram /  Joe Salisbury con il punteggio di 6–3, 6–1.

### Doppio femminile
Shūko Aoyama /  Ena Shibahara hanno sconfitto in finale  Desirae Krawczyk /  Demi Schuurs con il punteggio di 6–4, 4–6, [13–11].